# Islas Solís
Las Islas Solís se ubican en el Río de la Plata a unos 6 km al sudoeste de la Isla Martín García y próxima a la Isla Oyarvide y a las Islas Lucía, todas pertenecientes a la República Argentina y bajo jurisdicción del partido de San Fernando, provincia de Buenos Aires.
Esta isla es de reciente formación, producto de la sedimentación del Río de la Plata. Dichos sedimentos provienen principalmente del río Paraná y en menor medida del río Uruguay. La carga sedimentaria es de unas 79.800.000 t anuales, de las cuales un 10% corresponde a carga de fondo, compuesta por arena y limo, y un 90% a material en suspensión, compuesto por arcilla.

## Sismicidad
La región responde a la «subfalla del río Paraná», y a la «subfalla del río de la Plata», con sismicidad baja; y su última expresión se produjo el 5 de junio de 1888 (136 años), a las 3.20 UTC-3, con una magnitud de 5,5 en la escala de Richter. (Terremoto del Río de la Plata de 1888).